# Вальджойє
Вальджойє (італ. Valgioie, п'єм. Valgiòje) — муніципалітет в Італії, у регіоні П'ємонт,  метрополійне місто Турин.
Вальджойє розташоване на відстані близько 550 км на північний захід від Рима, 29 км на захід від Турина.
Населення — 977 осіб (2014).
Щорічний фестиваль відбувається 11 липня. Покровитель — San Pio.

## Демографія
Населення за роками:

Станом на 1 січня 2023 року в муніципалітеті офіційно проживало 66 іноземців з 15 країн, серед них 40 громадян країн Євросоюзу.

## Сусідні муніципалітети
- Авільяна
- К'юза-ді-Сан-Мікеле
- Коацце
- Джавено
- Сант'Амброджо-ді-Торино